# Revival (New Trolls)
Revival è la terza raccolta del gruppo musicale italiano New Trolls, pubblicato nel 1977.

## Il disco
Contiene brani incisi dal gruppo durante il periodo in cui erano legati all'etichetta di Vittorio De Scalzi, tra cui una versione in lingua inglese di Somewhere (originariamente incisa dai New Trolls Atomic System) e l'inedito Solamente tu, estratto come singolo.

## Tracce
Lato A
1. Solamente tu – 4:17 (Giorgio D'Adamo, Gianni Belleno, Sergio Bardotti, Vittorio De Scalzi)
2. Una notte sul Monte Calvo – 3:30 (Modest Petrovič Musorgskij)
3. Vent'anni – 4:30 (Giorgio D'Adamo, Gianni Belleno, Ricky Belloni, Nico Di Palo, Vittorio De Scalzi)
4. Somewhere (canzone triste) – 4:30 (Giorgio D'Adamo, Renato Rosset, Vittorio De Scalzi)

Lato B
1. Bella come mai – 4:15 (Giorgio D'Adamo, Gianni Belleno, Ricky Belloni, Nico Di Palo, Vittorio De Scalzi)
2. Butterfly – 4:36 (Vittorio De Scalzi)
3. "Andante" - 2º tempo concerto grosso n° 2 – 3:39 (Giorgio D'Adamo, Sergio Bardotti, Luis Enriquez Bacalov)
4. Lei – 4:18 (Vittorio De Scalzi, Nico Di Palo, Gianni Belleno, Ricky Belloni, Giorgio D'Adamo)